# Джаз-фанк
Джаз-фанк (англ. Jazz-funk) — поджанр джазовой музыки, характеризуется акцентом на слабую долю (бэк-бит), электрифицированным звуком, часто присутствием аналоговых синтезаторов. К созданию жанра привела интеграция музыкальных стилей фанк, соул и Ритм-н-блюз в джазе. Спектр джаз-фанка достаточно широк и включает в себя как джазовые импровизации в фанк, соул, так и джазовые аранжировки диско, джазовые риффы, джазовые соло, а иногда и джазовый вокал. Джаз-фанк — музыка преимущественно американская, где он был популярен в 70-х, начале 80-х годов XX века. Близкородственные жанры соул-джаз и джаз-фьюжн. Различия между ними можно охарактеризовать большей организованностью джаз-фанка, значительно меньшим присутствием вокала, большей ролью импровизации, по сравнению с соул-джазом, а также наличием грува и ритм-н-блюзовых интонаций, по сравнению с джаз-фьюжном. Симбиоз джаз-фанка со свободной импровизацией, характерной для фри-джаза, получил название «фри-фанк».

## Джаз-фанк музыканты
- Bobbi Humphrey
- Charles Earland
- Donald Byrd
- Фредди Хаббард
- Gary Bartz
- Джон Скофилд
- George Duke
- Джин Харрис
- Herbie Hancock
- Horace Silver
- Incognito
- Jamiroquai
- Miles Davis
- Roy Ayers
- Ron Holloway
- Ronnie Foster
- Stanley Clarke
- The Blackbyrds
- The Crusaders
- Ronnie Laws
- Level 42
- Bobby Lyle
- Harvey Mason
- Marcus Miller
- Medeski, Martin & Wood
- The Mizell Brothers
- Alphonse Mouzon
- Jaco Pastorius
- Patrice Rushen
- Johnny Smith
- Lonnie Liston Smith
- Victor Wooten
- Dexter Wansel
- Гровер Вашингтон-младший
- Lee Ritenour